# Theridion haleakalense
Theridion haleakalense är en spindelart som beskrevs av Simon 1900. Theridion haleakalense ingår i släktet Theridion och familjen klotspindlar. Inga underarter finns listade i Catalogue of Life.